# براچا
براچا (به ایتالیایی: Bracca) یک کومونه در ایتالیا است که در استان برگامو واقع شده‌است.

## خصوصیات
براچا ۵٫۵ کیلومترمربع مساحت و ۸۲۷ نفر جمعیت دارد و ۴۰۰ متر بالاتر از سطح دریا واقع شده‌است.